# كريستيان ميرلين
كريستيان ميرلين (بالفرنسية: Christian Merlin)‏ هو عالم موسيقى وصحفي فرنسي، ولد في 2 مارس 1964.